# اسامو سوزوکی (فیلمانه‌نویس)
اسامو سوزوکی (انگلیسی: Osamu Suzuki؛ زادهٔ ۲۵ آوریل ۱۹۷۲) فیلم‌نامه‌نویس، ترانه‌سرا، و شخصیت‌های تلویزیونی در ژاپن اهل ژاپن است.